# Zodiac Marine & Pool

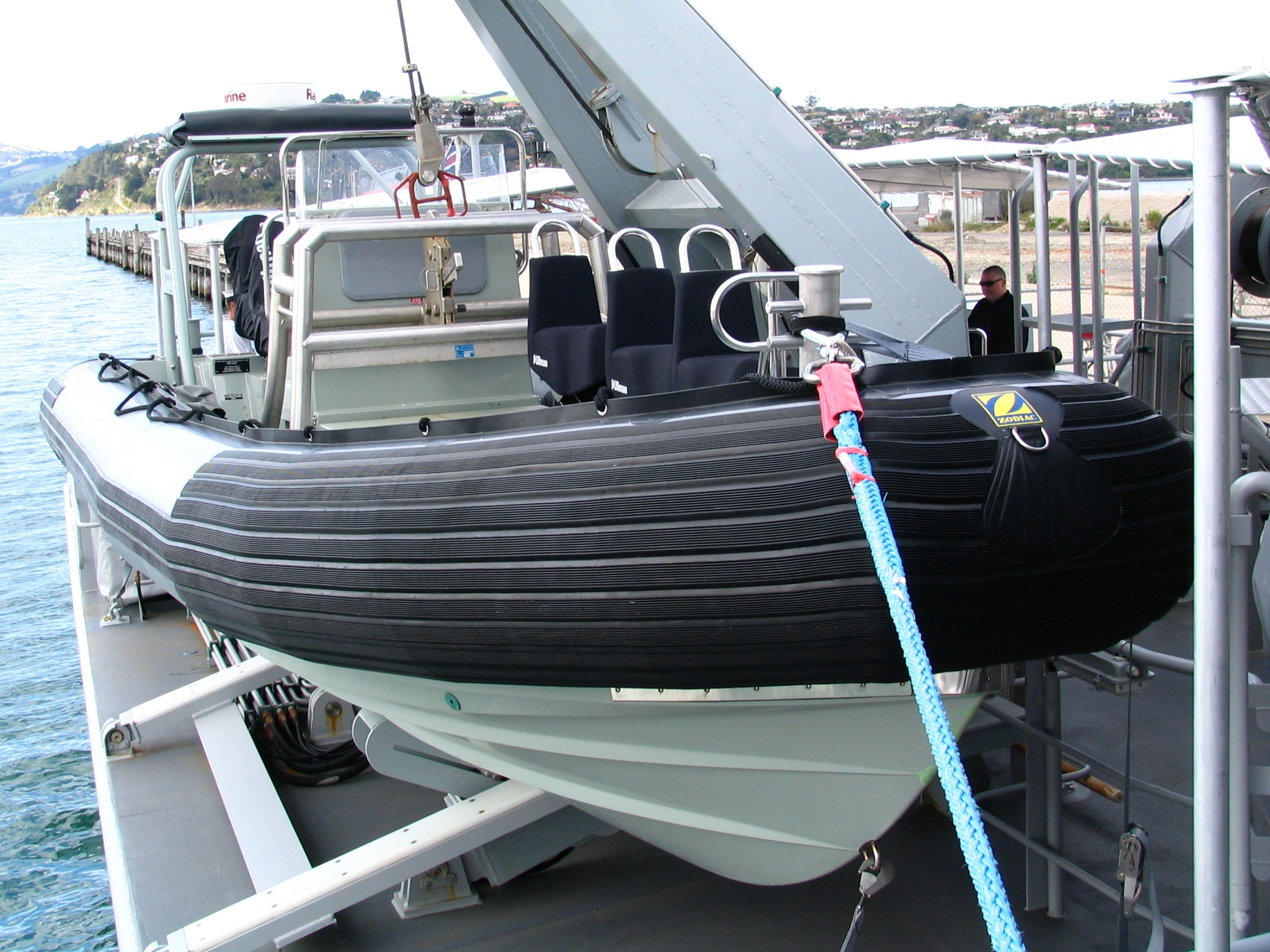
Zodiac als Beiboot des neuseeländischen Marineschiffes HMNZS Hawea

Zodiac Marine & Pool ist ein französischer Produzent von Festrumpfschlauchbooten. Die Firma gehörte bis 2007 zur französischen Zodiac Aerospace und ist heute mehrheitlich im Besitz der US-amerikanischen Carlyle Group. Die Boote werden unter dem geschützten Markennamen Zodiac gebaut und vertrieben.

## Geschichte

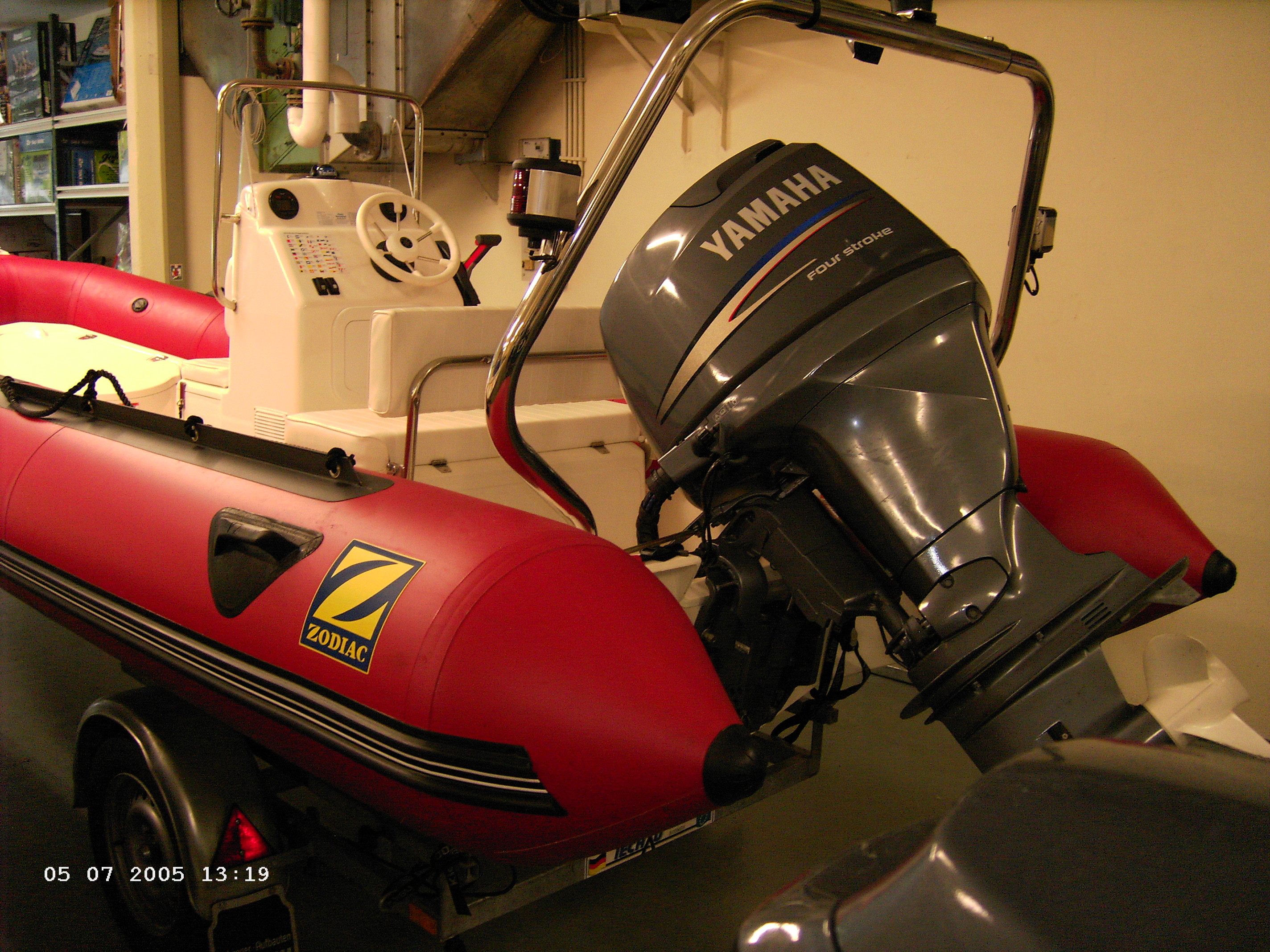
Außenborder an einem Zodiac-RIB

1930 entwickelte Zodiac das Konzept des aufblasbaren Gummiboots. Der französische Arzt und Abenteurer Alain Bombard kam auf die Idee, zwei bereits existierende Konstruktionselemente aus dem Bereich des Bootsbaues, nämlich das Schlauchboot in Bootsform und den festen Boden, zu einem Festrumpfschlauchboot zu verbinden. Der Boden war dabei flach. Beim ehemaligen französischen Flugzeughersteller Zodiac fand Bombard die Werkstätten und das Personal, die er benötigte, um eine Serienfertigung aufzunehmen, die dann allerdings keinen Festrumpfschlauchboote ablieferte, sondern wieder voll aufblasbare Schlauchboote, wenn auch mit Holzeinlegeböden. Zum Erfolg der Zodiacs führte neben der erfolgreichen Atlantiküberquerung Bombards aber auch die Tatsache, dass Cousteau in seinen meeresbiologischen Filmen nie von seinem „Schlauchboot“ sprach, sondern immer nur von seinem „Zodiac“, was im französischen Sprachraum dazu führte, dass schon in den 1960er Jahren „Zodiac“ als Synonym für Schlauchboot Eingang in die Sprache des dortigen Bootsbaus fand und dass jeder wusste, wo es ein solches Boot zu kaufen gab. Dies führte zu großem wirtschaftlichen Erfolg und zur Etablierung der Marke Zodiac in diesem Bereich. Die Boote von Zodiac werden weltweit bei Behörden, Militär, Umweltorganisationen, Fischern und privaten Nutzern eingesetzt.

## Zodiac-Rettungsinseln
Zodiac baut auch Rettungsinseln für die kommerzielle Schifffahrt. Die Inseln werden in Übereinstimmung mit den Anforderungen der Norm ISO 9650 (internationale Norm für die Entwicklung von Rettungsinseln) gebaut.